# 石井忠俊
石井 忠俊（いしい ただとし）は、戦国時代の武将。肥前国の戦国大名龍造寺氏の家臣。龍造寺周家の側衆。佐賀藩士石井三郎兵衛家（石井石見家分家）の初代。

## 来歴
龍造寺氏の重臣石井石見守忠繁の養子土佐守忠高の次男として生まれる。母は不詳。
祖父忠繁、父忠高に従い、龍造寺氏に仕えた。
龍造寺家兼は、少弐氏の重臣馬場頼周の謀略により、謀反の嫌疑をかけられ、天文13年（1544年）の暮れに、居城水ヶ江城を追放され、筑後国への亡命を余儀なくされた。
家兼は謀反の嫌疑を晴らすべく、孫の龍造寺周家（龍造寺隆信の実父）らを少弐冬尚のもとに弁明使として派遣した。しかし、周家一行は途上の肥前国神埼郡祇園原において馬場の伏兵に急襲され、主従共々全滅した。このとき忠俊も周家に従い、奮戦するも戦死した。『北肥戦誌』にその名がみえる。
正室は、宗家石井兵部少輔常延の長女法性院。後に佐賀藩祖鍋島直茂の正室となる陽泰院の実姉である。
子女には、嫡男兵部少輔忠正、女子大宝院がいた。兄妹は、外祖父常延が引き取って養育した。常延は、父を喪った孫たちを不憫に思い、忠正の元服にあたっては、主君隆信の許しを得て、みずからの兵部少輔の官途を与え、嫡男刑部少輔常忠の娘と結婚させたほどであった。また、大宝院を養女にした。
忠正は、天正12年（1584年）3月24日の沖田畷の戦いで戦死している。大宝院は、石井安芸守信忠（忠俊の従兄弟で、沖田畷の戦いで戦死）に嫁ぎ、嫡男太郎五郎（後の鍋島茂里）、次男孫六（後の鍋島茂賢）を生み、夫の戦死後、肥前国杵島郡俵石城主深堀純賢に再嫁した。
嫡男忠正の戦死後、その子三郎兵衛忠宗が家禄316石を拝領し、子孫は佐賀藩士として続いた。一時断絶したが、陽泰院に連なる家柄であることが由緒が重んじられ、後に藩命により再興し、幕末まで存続した。

## 系譜
石井忠繁（石見守）＝忠高（土佐守）－忠俊（左衛門尉）－忠正（兵部少輔、鍋島勝茂の従兄）－忠宗（三郎兵衛）－忠雅（左馬允）－忠相（三郎兵衛）－忠吉（茂左衛門、乱行により誅殺、断絶）…忠峯（再興、池田氏、三郎兵衛）＝忠澄（久保氏、三郎兵衛）＝忠寿（池田氏、三郎兵衛）